# Synagoga Staronowa w Rydze
Synagoga Staronowa w Rydze (jid. Altnaje szul; łot. Vecjaunā sinagoga; ros. Алтнайе шул, Старо-Новая синагога) – najstarsza żydowska bóżnica działająca od XVIII wieku do 1941 roku w Rydze na Łotwie przy ul. Moskiewskiej 57 (łot. Maskavas iela 57), obecnie nie istnieje.
W 1780 roku przy ulicy Maskavas 57 (obecnie Latgales iela 57) postawiono drewniany budynek, w którym odbywały się modły społeczności żydowskiej. Budowę murowanego gmachu rozpoczęto w 1843 roku, od 1850 roku odbywały się w nim regularne nabożeństwa. W 1889 roku budynek przeszedł modernizację, przebudowano go w stylu neoromańskim według projektu ryskiego architekta Reinholda Schmelinga. Od tego czasu bóżnica otrzymała nazwę staro-nowej (alt-naje).
Na początku II wojny światowej 4 lipca 1941 roku została spalona wraz ze spędzonymi tam ludźmi. Po 1945 roku na bazie w 80% zniszczonego budynku (ocalały mury zewnętrzne) zbudowano w 1948 roku dom dla pracowników ryskiej fabryki penicyliny.
W latach dziewięćdziesiątych społeczność żydowska Rygi domagała się od miasta zwrotu budynku, co zakończyło się rozprawą sądową, na której zapadło orzeczenie o pozostawieniu budynku w gestii władz Rygi. Niektóre pomieszczenia budynku są jednak za zgodą władz miasta używane przez lokalną gminę żydowską.